# Gara Garayev
Gara Garayev, anche citato come Qara Qarayev o Kara Karaev (in russo Кара́ Абульфа́зович Кара́ев?, Kara Abul'fazovič Karaev; Baku, 5 febbraio 1918 – Mosca, 13 maggio 1982), è stato un compositore sovietico di origine azera.
Garayev ha scritto circa 110 brani musicali, tra cui balletti, opere, pezzi sinfonici e da camera, assoli per pianoforte, cantate, canzoni e marce, ed è divenuto famoso non solo in Azerbaigian ma anche nel resto dell'Unione Sovietica e in tutto il mondo.

## Biografia

### Prima formazione
Garayev nacque in una famiglia di pediatri, che era famosa a Baku. Sua madre, Sona, era tra i primi diplomati della scuola di musica russa della società musicale di Baku. Il fratello minore di Garayev, Mursal, divenne un chirurgo, ma morì giovane.
Nel 1926, all'età di otto anni, Gara Garayev entrò per la prima volta nella scuola di musica per giovani del Conservatorio statale dell'Azerbaijan, attualmente conosciuta come Accademia di Musica di Baku Hajibeyov. Grazie al talento musicale, Garayev fu autorizzato a iscriversi contemporaneamente a due facoltà al Conservatorio statale nel 1933. Tra i suoi insegnanti vi furono Georgi Sharoyev, Leonid Rudolf e il famoso compositore azero Üzeyir Hacıbəyov. Nel 1937, Garayev si unì all'Unione dei compositori della Repubblica Socialista Sovietica Azera.

### Carriera
Nel 1938, all'età di vent'anni, Garayev compose il suo primo brano musicale, una cantata La canzone del cuore per il poema di Rasul Rza. Fu eseguito nel Teatro Bol'šoj di Mosca alla presenza di Stalin nello stesso anno. Nello stesso anno, Garayev si trasferì al Conservatorio statale di Mosca, dove divenne studente e un buon amico di Dmitrij Šostakovič.
Nel 1941 Garayev tornò a Baku per insegnare nella Società Filarmonica di Stato dell'Azerbaigian. Nel 1945, sia lui che Jovdat Hajiyev scrissero l'opera Vətən ("madrepatria"), per la quale ricevettero il prestigioso Premio Stalin. Nel 1948, all'età di 30 anni, Garayev fu nuovamente premiato per il suo poema sinfonico Leyli e Majnun, basato sull'opera con lo stesso titolo di Nizami Ganjavi. Alla morte di Üzeyir Hacıbəyov nel 1948, Garayev divenne presidente dell'Unione dei compositori della RSS Azera e rettore del Conservatorio statale dell'Azerbaigian. In quest'ultima posizione, Garayev mantenne l'impegno di Üzeyir Hacıbəyov per la musica tradizionale dell'Azerbaigian nell'insegnamento e promosse anche generi contemporanei, come il jazz nella musica azera. Nel 1948 Garayev divenne anche il delegato del Primo Congresso nazionale dei compositori sovietici. Nello stesso anno Garayev diresse anche il Dipartimento di musica presso l'Istituto azero per l'Architettura e l'Arte.
Nel 1952, sotto la direzione del coreografo P. A. Gusev, fu rappresentato al Teatro dell'Azerbaigian di opera e balletto Sette bellezze di Garayev . Basato sul famoso poema di Nizami Ganjavi, Sette bellezze (Yeddi gözəl) aprì un nuovo capitolo nella storia della musica classica dell'Azerbaigian. L'unico altro balletto di Garayev, İldırımlı yollarla ("cammino del tuono", titolo inglese Path of Thunder), messo in scena nel 1958, era dedicato ai conflitti razziali in Sud Africa. Nello stesso anno, Garayev ha anche scritto la colonna sonora di un film documentario sui lavoratori del petrolio del Mar Caspio, diretto da Roman Karmen e ambientato a Neft Daşları.
Durante la sua carriera di insegnante presso il Conservatorio statale dell'Azerbaijan, Garayev ha insegnato a numerosi musicisti e compositori azeri di spicco, tra cui Niyazi, Arif Malikov, Khayyam Mirzazade e Ismayil Hajibeyov. Anche il figlio di Garayev, Faraj (nato nel 1943), divenne suo allievo e continuò a comporre balletti in un solo atto come Qobustanın kölgələri ("Ombre del Qobustan") e Caleidoscopio, e in seguito guidò il movimento musicale d'avanguardia in Azerbaigian.
Durante la guerra fredda, nel giugno del 1961, Garayev e Tikhon Khrennikov furono gli unici due compositori sovietici che parteciparono al primo International Los Angeles Music Festival tenuto all'UCLA. Quindici compositori di sette nazioni presentarono le loro opere, tra cui Arnold Schönberg e Igor' Stravinskij. L'11 giugno, Franz Waxman diresse la Festival Symphony Orchestra con una suite del Path of Thunder di Garayev.
Nel 1962 Garayev divenne membro del Soviet Supremo dell'URSS e visitò gli Stati Uniti, l'Etiopia e il Libano. Nel 1972 visitò la Polonia.

### Gli ultimi anni
Garayev soffrì di malattie cardiache, che gli impedirono di partecipare alla celebrazione del suo sessantesimo compleanno svoltasi a Baku, dove gli fu conferito il titolo di Eroe del lavoro socialista. Garayev trascorse gli ultimi cinque anni della sua vita a Mosca, lontano dal pubblico, sebbene il suo amore per Baku rimanesse forte.
Garayev morì il 13 maggio 1982 a Mosca all'età di 64 anni. Il suo corpo fu trasportato a Baku e sepolto nel Fəxri Xiyaban, zona del cimitero di Baku dedicato alle personalità.